# Polder van Lithoijen
De Polder van Lithoijen is een polder en voormalig waterschap in de Nederlandse provincie Noord-Brabant. Het waterschap is voor 1788 opgericht in de toenmalige gemeente Lithoijen. Het waterschap besloeg een gebied ten zuiden van de plaats Lithoijen van 812 bunder, 87 roeden en 23 ellen. Het waterschap beheerde naast de polder 4300 ellen dijken, waarvan een deel een schaardijk van de Maas. 
De Polder van Lith waterde af via twee sluizen op de Hertogswetering. Via de Hertogswetering werd het water naar de Maas geleid. Het waterschap leverde een heemraad voor het waterschap Hoog Hemaal. In 1942 werd het waterschap opgeheven. Het gebied wordt tegenwoordig beheerd door het waterschap Aa en Maas.